# Matthew Otten
Matthew Otten (Las Vegas, 8 dicembre 1981) è un allenatore di pallacanestro ed ex cestista statunitense con cittadinanza olandese.

## Palmarès

### Giocatore
- Campionato olandese: 1

Donar Groningen: 2009-10
- Coppa d'Olanda: 1

Donar Groningen: 2011

### Allenatore
- Campionato austriaco: 1

Oberwart Gunners: 2024-25
- Coppa d'Olanda: 1

Donar Groningen: 2022
- Supercoppa d'Austria: 1

Oberwart Gunners: 2024